# Border Terrier
Border Terrier este o rasa de caini de talie mica cu blana sarmoasa din grupul terierilor. Initial au fost folositi la vanatoarea de animale mici (iepuri). In prezent sunt animale de companie pentru familie fiind buni companioni pentru copii . Sunt prietenosi si rareori agresivi, pot insa alerga pisici si alte animale mici.
1. ↑   (PDF) http://www.fci.be/nomenclature/Standards/010g03-de.pdf Lipsește sau este vid: |title= (ajutor)